# Ԝ
Ԝ (minuskule ԝ) je v současné době již běžně nepoužívané písmeno cyrilice. Bylo používáno pro zápis kurdštiny. V současné době je využíváno ve vědeckých textech pro zápis jaghnóbštiny, ale v běžném zápise používáno není, v běžných textech je místo písmena Ԝ používáno písmeno В.